# سان سباستیانو ال وسوویو
سان سباستیانو ال وسوویو (به ایتالیایی: San Sebastiano al Vesuvio) یک کومونه در ایتالیا است که در استان ناپل واقع شده‌است. سان سباستیانو ال وسوویو ۲ کیلومتر مربع مساحت و ۹٬۸۵۱ نفر جمعیت دارد و ۱۷۵ متر بالاتر از سطح دریا واقع شده‌است.